# Liste der Kulturdenkmale in Crossen an der Elster
Die Liste der Kulturdenkmale in Crossen an der Elster umfasst die als Einzeldenkmale, Bodendenkmale und Denkmalensembles erfassten Kulturdenkmale auf dem Gebiet der Gemeinde Crossen an der Elster im thüringischen Saale-Holzland-Kreis (Stand: Februar 2020). Die Angaben in der Liste ersetzen nicht die rechtsverbindliche Auskunft der zuständigen Denkmalschutzbehörde.

## Legende
- Bild: zeigt ein Bild des Kulturdenkmals und gegebenenfalls einen Link zu weiteren Fotos des Kulturdenkmals im Medienarchiv Wikimedia Commons
- Bezeichnung: Name, Bezeichnung oder die Art des Kulturdenkmals
- Lage: Wenn vorhanden Straßenname und Hausnummer des Kulturdenkmals; Grundsortierung der Liste erfolgt nach dieser Adresse. Der Link Karte führt zu verschiedenen Kartendarstellungen und nennt die Koordinaten des Kulturdenkmals.
 Kartenansicht, um Koordinaten zu setzen – in dieser Kartenansicht sind Kulturdenkmale ohne Koordinaten mit einem roten bzw. orangen Marker dargestellt und können in der Karte gesetzt werden. Kulturdenkmale ohne Bild sind mit einem blauen bzw. roten Marker gekennzeichnet, Kulturdenkmale mit Bild mit einem grünen bzw. orangen Marker.
- Datierung: gibt das Jahr der Fertigstellung beziehungsweise das Datum der Erstnennung oder den Zeitraum der Errichtung an
- Beschreibung: bauliche und geschichtliche Einzelheiten des Kulturdenkmals, vorzugsweise die Denkmaleigenschaften
- ID: Die ID identifiziert das Kulturdenkmal eindeutig. In Thüringen sind aktuell keine IDs veröffentlicht. In der ID-Spalte kann sich auch folgendes Icon  befinden, dies führt zu Angaben zu diesem Kulturdenkmal bei Wikidata.

## Kulturdenkmale nach Ortsteilen

### Ahlendorf
| Bild                                    | Bezeichnung                            | Lage                 | Datierung | Beschreibung | ID |
| --------------------------------------- | -------------------------------------- | -------------------- | --------- | ------------ | -- |
| BW                                      | Gehöft                                 | Ahlendorf 1 (Karte)  |           |              |    |
| Direkt Bild zu diesem Denkmal hochladen | Elster-Floßgraben (siehe auch Crossen) | östlich der Ortslage |           |              |    |

### Crossen an der Elster
| Bild                                    | Bezeichnung                                                  | Lage                                                    | Datierung | Beschreibung | ID |
| --------------------------------------- | ------------------------------------------------------------ | ------------------------------------------------------- | --------- | ------------ | -- |
| Direkt Bild zu diesem Denkmal hochladen | Elster-Floßgraben (siehe auch Ahlendorf)                     | Koordinaten fehlen! Hilf mit.                           |           |              |    |
| weitere Bilder Fotos hochladen          | Kirche St. Michael mit Ausstattung, Kirchhof und Einfriedung | Flemmingstraße (Karte)                                  |           |              |    |
| BW                                      | Schulgebäude mit Gedenkstein                                 | Friedensstraße 10 (Karte)                               |           |              |    |
| weitere Bilder Fotos hochladen          | Elsterbrücke                                                 | östlich des Ortes (Karte)                               | 1905      |              |    |
| BW                                      | Gefallenendenkmal                                            | Markt (Karte)                                           |           |              |    |
| BW                                      | Gasthof „Weißes Roß“                                         | Markt 7 (Karte)                                         |           |              |    |
| BW                                      | Pfarrhaus und Einfriedung                                    | Pfarrgasse 1 (Karte)                                    |           |              |    |
| weitere Bilder Fotos hochladen          | Schloss Crossen (Schlossanlage einschließlich Park)          | Schlossberg 1 (Karte)                                   |           |              |    |
| BW                                      | Gerichtshaus, Wohnhaus                                       | Schlossberg 12 (Karte)                                  |           |              |    |
| BW                                      | ehemaliges Schösserhaus, Wohnhaus mit Einfriedung            | Schlossberg 14 (Karte)                                  |           |              |    |
| BW                                      | Abschnittsbefestigung der Burganlage                         | (Karte)                                                 |           | Bodendenkmal |    |
| BW                                      | Hügelgräberfeld am Teisker                                   | Osthang des Brendelsbergs, oberhalb des Teisker (Karte) |           | Bodendenkmal |    |
| BW                                      | Grabhügel (Wachthügel)                                       | (Karte)                                                 |           | Bodendenkmal |    |

### Nickelsdorf
| Bild | Bezeichnung                              | Lage                                    | Datierung | Beschreibung | ID |
| ---- | ---------------------------------------- | --------------------------------------- | --------- | ------------ | -- |
| BW   | Gehöft                                   | Nickelsdorf 1 (Karte)                   |           |              |    |
| BW   | Grabhügel                                | nördlich der Straße nach Lonzig (Karte) |           | Bodendenkmal |    |
| BW   | Wallanlage, Nickelsburg auf dem Mühlberg | Westvorsprung des Mühlberges (Karte)    |           | Bodendenkmal |    |

### Tauchlitz
| Bild | Bezeichnung | Lage                              | Datierung | Beschreibung | ID |
| ---- | ----------- | --------------------------------- | --------- | ------------ | -- |
| BW   | Grabhügel   | Nordrand des Bolkenholzes (Karte) |           | Bodendenkmal |    |